# Российско-филиппинские отношения
Российско-филиппинские отношения — двусторонние дипломатические отношения между Россией и Филиппинами.

## История

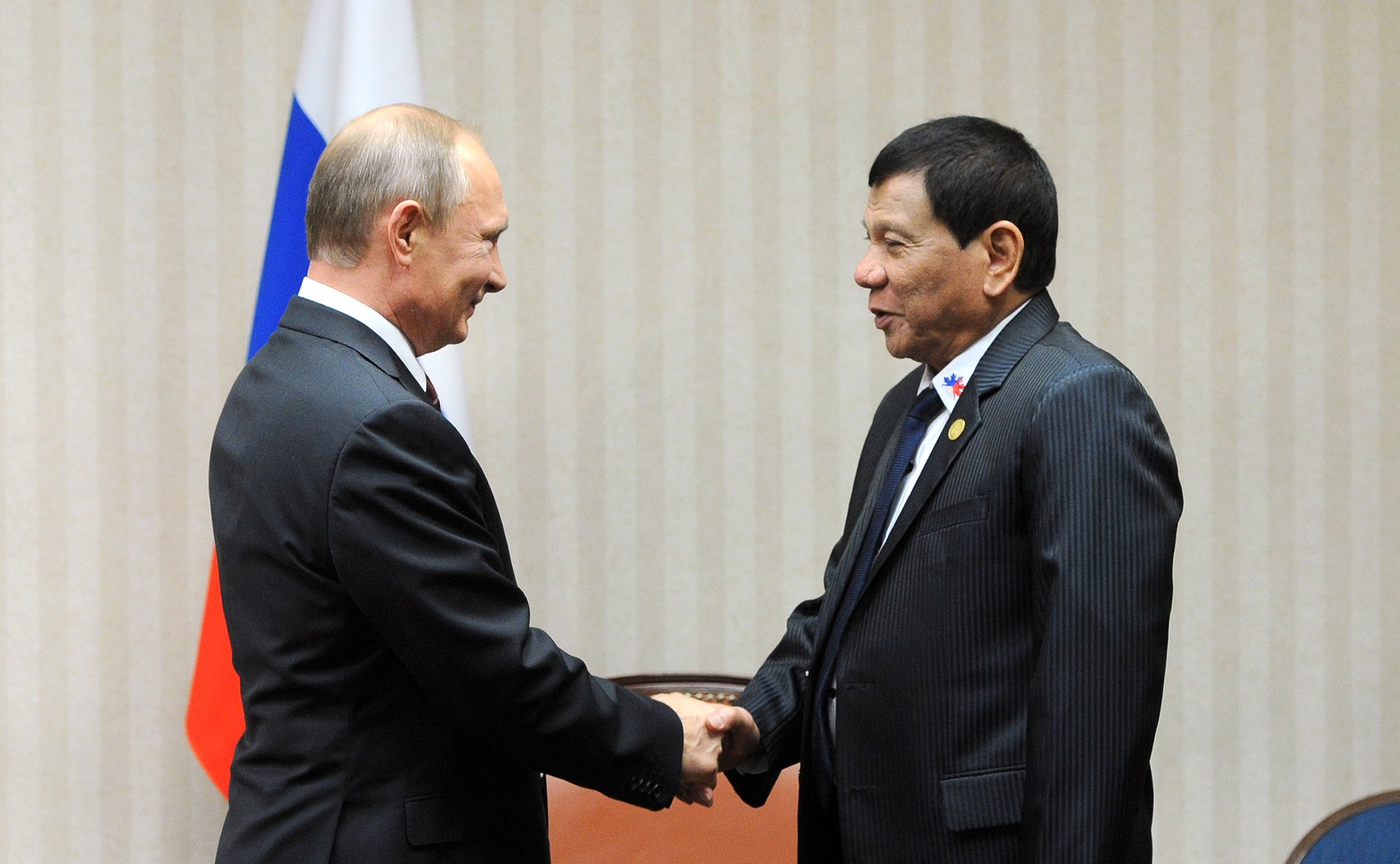
Встреча Президента России Владимира Путина и Президента Филиппин Родриго Дутерте на саммите АТЭС, 19 ноября 2016 года, Перу, Лима

Филиппины получили независимость очень поздно — в 1946 году, но в течение последующих почти тридцати лет между Манилой и Москвой не было дипломатических отношений. Немалую роль в этом играло то, что Филиппины были проамериканской страной, на территории которой располагались военные базы США. Поэтому Филиппины последовательно выступали против социалистического блока. Ситуация изменилась при президенте Маркосе. Сначала в мае 1972 года на Филиппинах было создано общество дружбы «Филиппины-СССР». В июне 1974 года возникло советское общество «СССР — Филиппины». В том же 1974 году на Филиппинах была легализована компартия. 2 июня 1976 года во время визита Маркоса в Москву были установлены дипломатические отношения между Филиппинами и СССР. В 1977 году состоялся обмен посольствами.
После встречи Президента России Владимира Путина и Президента Республики Филиппины Родриго Дутерте 19 ноября 2016 года, стороны договорились об активизации отношений между двумя странами. Во время последующей встречи 23 мая 2017 года в Москве был подписан ряд меморандумов о дальнейшем углублении сотрудничества в экономической, культурной, военной и антитеррористической сферах.

### Экономические отношения
В 2009 году был сформирован Филиппино-российский деловой совет, в рамках которого проходят регулярные встречи предпринимателей и налажены партнерские связи между городами и регионами двух стран. В перспективе будет налажен обмен преподавателями и студентами ИСАА при МГУ и Санкт-Петербургского государственного университета с Университетом Филиппин.

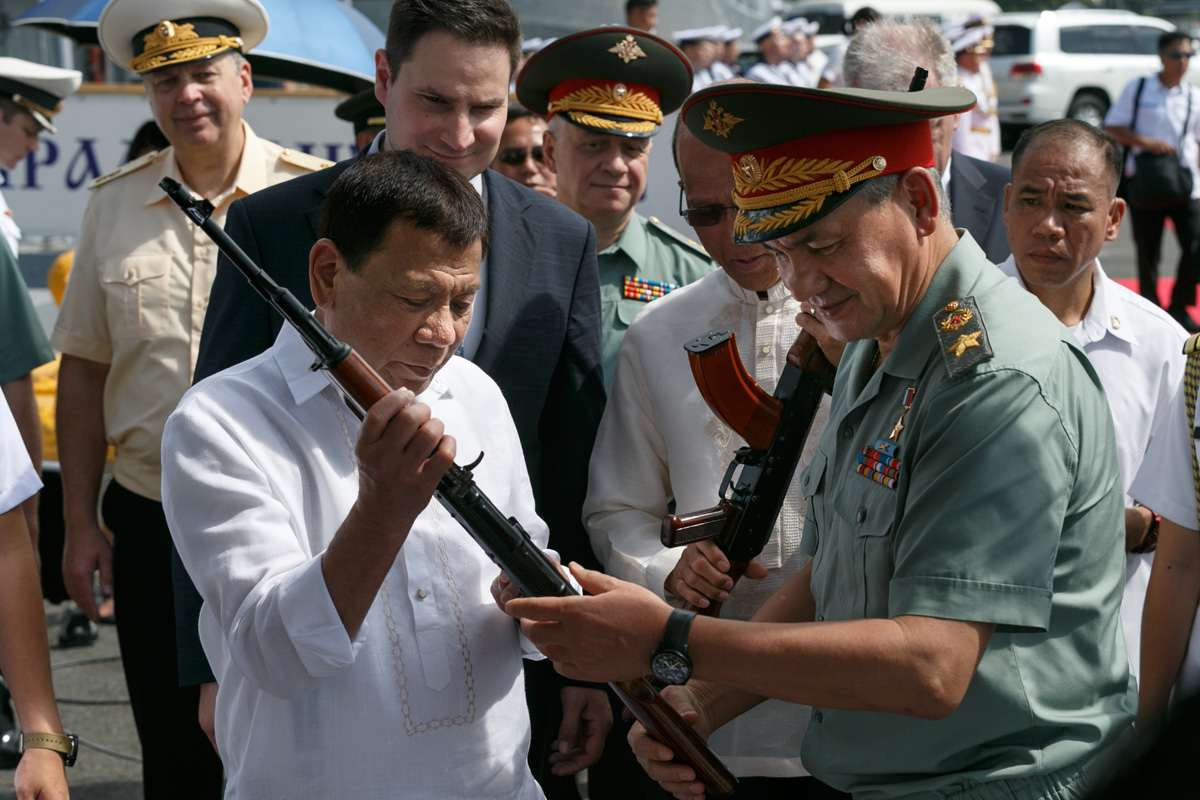
Передача Филиппинам партии российского вооружения. Президент Филиппин Родриго Дутерте и Министр обороны России Сергей Шойгу. Манила, борт БПК «Адмирал Пантелеев», 25 октября 2017 года

В 2010 году объём двусторонней торговли между странами составил 1,067 млрд. долл. США, российский экспорт составил 641 млн.долл. США. За период с января по июль 2011 года товарооборот составил 905,2 млн.долл. В 2010 году Филиппины посетили порядка 15 тыс. россиян. В 2016 году — уже 35 тыс.. Для граждан Российской Федерации разрешен безвизовый въезд сроком до 30 дней.

### Военно-техническое сотрудничество
До 2017 года Филиппины и Бруней оставались единственными государствами Азиатско-Тихоокеанского региона, которые никогда не закупали российского вооружения.
В начале декабря 2016 года начался диалог между министерствами обороны России и Филиппин по укреплению двустороннего военного сотрудничества. В октябре 2017 года подписано соглашение о военно-техническом сотрудничестве и контракт на поставку Филиппинам гранатометов РПГ-7В и боеприпасов к ним. Тогда же, на борту БПК «Адмирал Пантелеев» в Маниле, была безвозмездно передана первая партия оружия (5 тыс. автоматов Калашникова, миллион патронов к ним и несколько десятков армейских грузовиков).